# Chiesa di Sant'Orsola (Como)
La chiesa di Sant'Orsola è un edificio di culto cattolico di situato appena fuori dalla cinta muraria della città di Como.

## Storia
Consacrato nel 1639, l'attuale edificio religioso fu costruito tra il 1609 e il 1614, sulla base di una precedente chiesa ad aula risalente al XIV secolo.
Per oltre tre secoli, la precedente chiesa servì per le funzioni religiose di un attiguo monastero di Umiliate. Il monastero, che non sopravvisse alle secolarizzazioni di fine Settecento,, fu fondato nel 1434, probabilmente per alloggiare una comunità di suore che fino ad allora erano di stanza nel vicino ospedale di San Vitale. 
In virtù della clausura vigente presso il monastero, la vecchia chiesa, orientata di 90 gradi rispetto alla struttura attuale, era divisa in due aree, separate tra di loro da una grata: la zona più interna, alle spalle dell'altare, era riservatata alle suore, mentre la zona più esterna, comprensiva del presbiterio e dell'area di fronte all'altare, era destinata ai sacerdoti e ai fedeli. Presso la vecchia chiesa fu attivo Andrea De Passeri, che tra il 1494 e il 1497 vi affrescò una Madonna col Bambino e San Giovanni, opera successivamente spostata nella nuova chiesa. 
L'attuale costruzione venne edificata sulla base della zona più esterna della vecchia chiesa. La zona più interna venne invece riconvertita a locale di servizio, anche se fino agli anni '60 del Novecento conservò lacerti di affreschi che coprono un arco temporale di cinque secoli; le pitture più antiche, giottesche, sono databili al XIV secolo.
Nel 1906 la nuova chiesa fu elevata alla dignità di parrocchiale. Fino ad allora, la chiesa era alle dipendenze della chiesa di Sant'Agata.
La chiesa di Sant'Orsola venne rimaneggiata nella prima metà del Novecento, periodo in cui si registrarono un restauro della facciata (1939) e la sostituzione del primitivo campanile a vela con una più moderna torre campanaria.

## Descrizione

### Esterni
All'esterno, la chiesa si presenta con una facciata rivestita in mattoni, nella quale si aprono una grande finestra termale e, sotto di essa, un portale in serizzo della prima metà del XVII secolo.

### Interni
Gli spazi interni, a navata unica, sono coperti da una volta a botte ornata da affreschi attribuiti a Giovanni Domenico Caresana, dipinti eseguiti nel 1614 . Nell'abside che conclude la navata, un affresco raffigurante la santa titolare della chiesa in gloria, opera di Mario Albertella (XX secolo).
Al centro dell'altare maggiore in marmi policromi, una pala del Moncalvo raffigura il martirio di Sant'Orsola.
Nel Seicentesco coro ligneo, sculture raffiguranti le monache si alternano ad analoghi manufatti rappresentativi delle giovani nobili che le suore stesse erano solite istruire presso il monastero.
Nelle pareti laterali trovano posto la cappella intitolata a San Francesco d'Assisi e quella dedicata alla Madonna, con la seconda delle due cappelle a ospitare un muro asportato dalla vecchia chiesa e recante l'affresco del De Passeri. Il dipinto raffigura la Madonna mentre porge un garofano al Bambin Gesù, il quale ha tra le mani un cardellino. La seconda cappella è inoltre ornata da una serie di pitture mariane realizzate da Antonio Maria Crespi Castoldi. Nella cappella sul lato opposto trovano invece posto una tela e alcuni affreschi, opere a tema francescano databili al Seicento .
Al XVII secolo risale anche il Crocefisso presente in controfacciata, dotato di barba e capelli veri; più moderna è invece la tavola a olio realizzata da Mario Radice per la zona più esterna della parete destra, opera che raffigura i santi Rita da Cascia e Antonio da Padova.
La parete orientale ospita inoltre una Madonna col Bambino e i santi Vitale e Pietro, quadro che nel 1765 era attestato come pala d'altare della vicina chiesa di san Vitale (edificio oggi non più esistente). L'opera è attribuita alla bottega della famiglia di pittori comaschi Recchi. Un esponente di questa famiglia - Giovanni Paolo - è sicuramente l'autore della tela raffigurante la Liberazione di San Pietro (1685), quadro collocato sopra a un confessionale di fronte a una tela attribuita a Filippo Abbiati.